# 斯维特拉娜·皮尔卡洛
斯维特拉娜·維亞切斯拉維芙娜·皮尔卡洛（1976年7月18日—），乌克兰作家、翻译与记者，常居倫敦。
目前她在伦敦的欧洲复兴开发银行（EBRD）传播办公室（英語：Communications Office of EBRD）工作。

## 生平
出生于波尔塔瓦州塔赫塔乌洛韦村（село Тахтаулове）。1998年毕业于基辅大学语文系。专业方向为“语言文学专家、乌克兰语言文学教师”。

## 职业生涯
1997年1月至1999年1月，她担任乌克兰人民运动（Народний рух України）的新闻秘书。1998年10月，她开始在时尚杂志《艾娃》担任主编，工作至2000年1月。从2000年1月至2001年10月，她在1+1电视频道担任《无禁忌》（«Без Табу»）节目（与尼古拉·维列斯尼亚 Микола Вересень 合作）的主编。
2001年11月，她移居伦敦，并成为BBC乌克兰语新闻（BBC News українською）的记者，在那里工作了近10年，直至2011年3月。在BBC乌克兰语新闻工作期间，皮尔卡洛是2005年发起设立BBC年度图书奖（«Книга року Бі-Бі-Сі»）的倡议者。2011年4月，皮尔卡洛开始在欧州复兴开发银行（EBRD）传播办公室（英語：Communications office of EBRD）工作。得益于皮尔卡洛的游说，2012年BBC年度图书奖增设了一个新的奖项类别——“BBC年度儿童图书奖”（«Дитяча книга року Бі-Бі-Сі»），其赞助方为欧州复兴开发银行（EBRD）的文化部门。自此，“BBC年度图书奖”开始与EBRD合作举办。

## 作品
- 《乌克兰青年俚语初阶词典》(Перший словник українського молодіжного сленгу) (基辅: VIPOL出版社, 1998)
- 《绿色玛格丽特》(Зелена Маргарита) (基辅: 火炬出版社 (Смолоскип), 2000；再版：基辅: 泽列尼·佩斯 (Зелений пес), 2002；基辅: 事实出版社 (Факт), 2007)
- 《无禁忌谈〈无禁忌〉》(Без табу про „Без Табу“) (2002) — 一本关于电视的评论性书籍，与特季亚娜·沃罗日科 (Тетяна Ворожко) 和尼古拉·维列斯尼亚 (Микола Вересень) 合著
- 《别想红的》(Не думай про червоне) (基辅: 事实 (Факт), 2004)
- 《作者专栏》(Авторська колонка) (基辅: 诺拉-德鲁克 (Нора-друк), 2007)。收录在《乌克兰周报》(Газеті по-українськи) 发表的每周专栏文章，合著者包括 安德烈·邦达尔 (Андрій Бондар)、维塔利·热热拉 (Віталій Жежера)、尼古拉·里亚布丘克 (Микола Рябчук) 和 维多利亚·斯塔赫 (Вікторія Стах))
- 《利己主义者的美食哲学》(Кухня Егоїста) (基辅: 事实出版社 (Факт), 2007)。透过香肠环看世界；收录在《主编》(Главред) 杂志发表的专栏文章集。
- 《生活。亲吻》(Життя. Цілувати) (收录于《十日谈》(Декамерон) 合集，哈尔科夫: 家庭休闲俱乐部 (Клуб сімейного дозвілля), 2010).